# Scardinius erythrophthalmus
El gardí (Scardinius erythrophthalmus) es un pez actinopterigio de la familia Cyprinidae. Es dulceacuícola, de hábitos pelágicos y bentónicos. De distribución amplia: nativamente se encuentra en Europa, buena parte de Asia, y junto a los mares del Norte, Báltico, Negro y Caspio y de Aral. Fue introducido en Irlanda, Estados Unidos, Marruecos, Madagascar, Tunicia, Nueva Zelanda, Canadá y en la península ibérica. Potencialmente se considera una especie invasora. Su estado de conservación es bueno: no está amenazado.

## Descripción
Es de tamaño pequeño-mediano para ser un ciprínido. En la península ibérica no suele superar los 3 dm aunque puede llegar hasta los 5 dm de longitud y los 2 kg de peso. Posee una boca súpera, sin barbillones. El cuerpo es aplanado lateralmente y abombado en la zona cefálica. 
La aleta dorsal posee los radios densamente ramificados; las aletas pectorales están muy adelantadas. 
La coloración general es plateada con la base de las aletas de color rojo intenso, casi escarlata. Posee un halo rojizo-anaranjado en torno al ojo. En la línea lateral posee en torno a 40 escamas. Criado en cautividad, su aspecto general vira a un color dorado.

## Ecología
Vive en ríos y lagos, en la interfase pelágica y bentónica, aunque en invierno tiende a aumentar la profundidad de su hábitat preferencial. Requiere de abundante vegetación sumergida. 
Se trata de una especie omnívora, que se alimenta tanto de plantas superiores y algas como de insectos acuáticos y sus larvas, si bien el consumo más común es el de macrófitos, especialmente en individuos adultos. Puede vivir en aguas contaminadas y también salobres y además existen algunas poblaciones anádromas.
Se reproduce entre abril y junio en la península ibérica; dicha estacionalidad, así como la edad en la que se alcanza la madurez, varía según la latitud. Lo más habitual es que los machos maduren sexualmente entre el año y los cuatro años, y las hembras entre los dos y cinco. La ovoposición se da en la primavera tardía y en el verano, cuando el agua poseen una temperatura de 16 °C.

## Introducción e impacto
Su carácter herbívoro puede alterar la ecología de los hábitats en los que se ha introducido, puesto que reduce la biomasa vegetal disponible para otras especies, además de posiblemente variar la composición florística de dichos hábitats. No obstante, no se han descrito alteraciones en la ictiofauna autóctona en los lugares donde se ha introducido la especie. Se asume que dicha introducción fue realizada con objeto de incrementar el interés de la pesca deportiva.
Sin embargo, debido a su potencial invasor o la susceptibilidad de convertirse en una amenaza grave por competir con las especies silvestres autóctonas, alterar su pureza genética o los equilibrios ecológicos, esta especie ha sido incluida en el Catálogo Español de Especies Exóticas Invasoras, regulado por el Real Decreto 630/2013, de 2 de agosto, estando prohibida en España su introducción en el medio natural en todo el territorio nacional y en las zonas marinas jurisidccionales, excepto mediante autorización administrativa en recintos aislados del medio natural vinculados a la actividad humana.

## Aplicaciones
Si bien su voracidad ramoneando biomasa vegetal es atractiva en descontaminación de lagos y estanques, dicha aplicación no ha sido factible.
Es comestible, lo cual probablemente propició su introducción en multitud de cursos fluviales. Comercialmente no se ha explotado en acuicultura, aunque sí en acuariología. Es considerado un pez de calidad moderada o inferior, debido a contener amplias espinas pequeñas en su carne, tanto como un sabor insulso. En Rusia y la Europa Oriental, existen recetas  de poner el gardí en vinagre para disolver las espinas antes del consumo. Sin embargo, con pescadores, el gardí se usa mayormente como señuelo para coger otras especies de pez.

## Taxonomía
Si bien se han descrito algunas subespecies, muchas no han sido consideradas válidas, y otras han sido catalogadas como species distntias (es el caso de Scardinius graecus y Scardinius scardafa).

## Sinonimia
La sinonimia presenta problemas en esta especie: existen sinónimos ambiguos y otros reconocidos debido a que la especie hibrida con facilidad.

### Sinónimos aceptados
1. Cyprinus fuscus Vallot, 1837
2. Leuciscus scardafa (non Bonaparte, 1837)
3. Scardinius erythrophthalmus rutiloides Vladykov, 1931
4. Scardinius platizza Heckel, 1845
5. Scardinius scardafa (Bonaparte, 1837)
6. Scardinius scardafa ohridana Vladyko and Petit, 1930

### Sinónimos ambiguos
1. Cyprinus caeruleus Yarrell, 1833 1837
2. Cyprinus compressus Hollberg, 1822
3. Cyprinus erythrophthalmus Linnaeus, 1758
4. Cyprinus erythrops Pallas, 1814
5. Cyprinus scardula Nardo, 1827
6. Leuciscus apollonitis Richardson, 1857
7. Leuciscus erythrophthalmus (Linnaeus, 1758)
8. Rutilus erythrophthalmus scardata (Bonaparte, 1837)
9. Scardinius crocophthalmus Walecki, 1863
10. Scardinius dergle Heckel & Kner, 1858
11. Scardinius erithrophthalmus Linnaeus, 1758
12. Scardinius eruthrophthalmus Linnaeus, 1758
13. Scardinius erythrophthalmus achrus Stephanidis, 1950
14. Scardinius erythrophthalmus dojranensis Karan, 1924
15. Scardinius erythrophthalmus racovitzai Muller, 1958
16. Scardinius hesperidicus Bonaparte, 1845
17. Scardinius macrophthalmus Heckel & Kner, 1858
18. Scardinius plotizza Heckel & Kner, 1858
19. Scardinius racovitzai Mï¿½ller, 1958